# Thuiaria triserialis
Thuiaria triserialis är en nässeldjursart som först beskrevs av Merezhkovskii 1878.  Thuiaria triserialis ingår i släktet Thuiaria och familjen Sertulariidae. Inga underarter finns listade i Catalogue of Life.